# 棧貳庫KW2
棧貳庫KW2是一間位於臺灣高雄市鼓山區的小型購物中心，2018年3月31日開業（2月13日試營運），基地面積約2,800坪，建築總樓板面積約1,700坪，營業樓層為地上二層，業種包含餐飲、食品、文創商品、藥妝、旅館。棧貳庫商場屬於高港棧庫群的一部分，為台灣日治時期興建的高雄港二號碼頭棧二庫及棧二之一庫改建而成，過去曾提供工務船、客輪及雜貨輪等倉庫作業。2003年12月1日，高雄港棧二庫、棧二之一庫由高雄市政府文化局將其登錄為高雄市歷史建築。

## 歷史

### 早前
高雄港棧二庫與棧二之一庫位於高雄港二號碼頭，創建於日治時期，原為磚牆瓦頂單層小型倉庫，共四間，乃是當年儲存、輸運砂糖的主要倉庫之一。二次大戰末遭受美軍轟炸，部分損壞，後由高雄港務局接收，於民國35年(1947)間展開修復，民國37年(1948)5月完工，並轉充辦公及福利場所，部分空間或堆置港務局的物料。
民國45年(1956）間，高雄港務局研擬港埠擴建計畫，後於民國47年(1958）7月獲得美援貸款展開「12年擴建工程」，同年9月開工，棧二庫也在此擴建工程中被改建為可容納雜貨3,000公噸的新式倉庫，民國50年(1961)9月開工，隔年(1962)5月完工，其與三號碼頭香蕉棚同為當時台灣香蕉堆儲的重要空間。倉庫柱樑是以鋼筋混凝土柱構成，結合力霸鋼筋屋架、磚牆和水泥瓦屋頂，倉庫內並未架設任何支座，以方便貨物進出。民國59年(1970)10月間，港務局比照棧二庫改建棧二之一庫，同為2號碼頭的散裝貨物倉庫。
民國59年(1970)11月間，位於中島新港區的第一貨櫃中心完工啟用，高雄港開始邁向貨櫃化作業，散裝倉儲逐漸沒落。

### 漁人碼頭時期

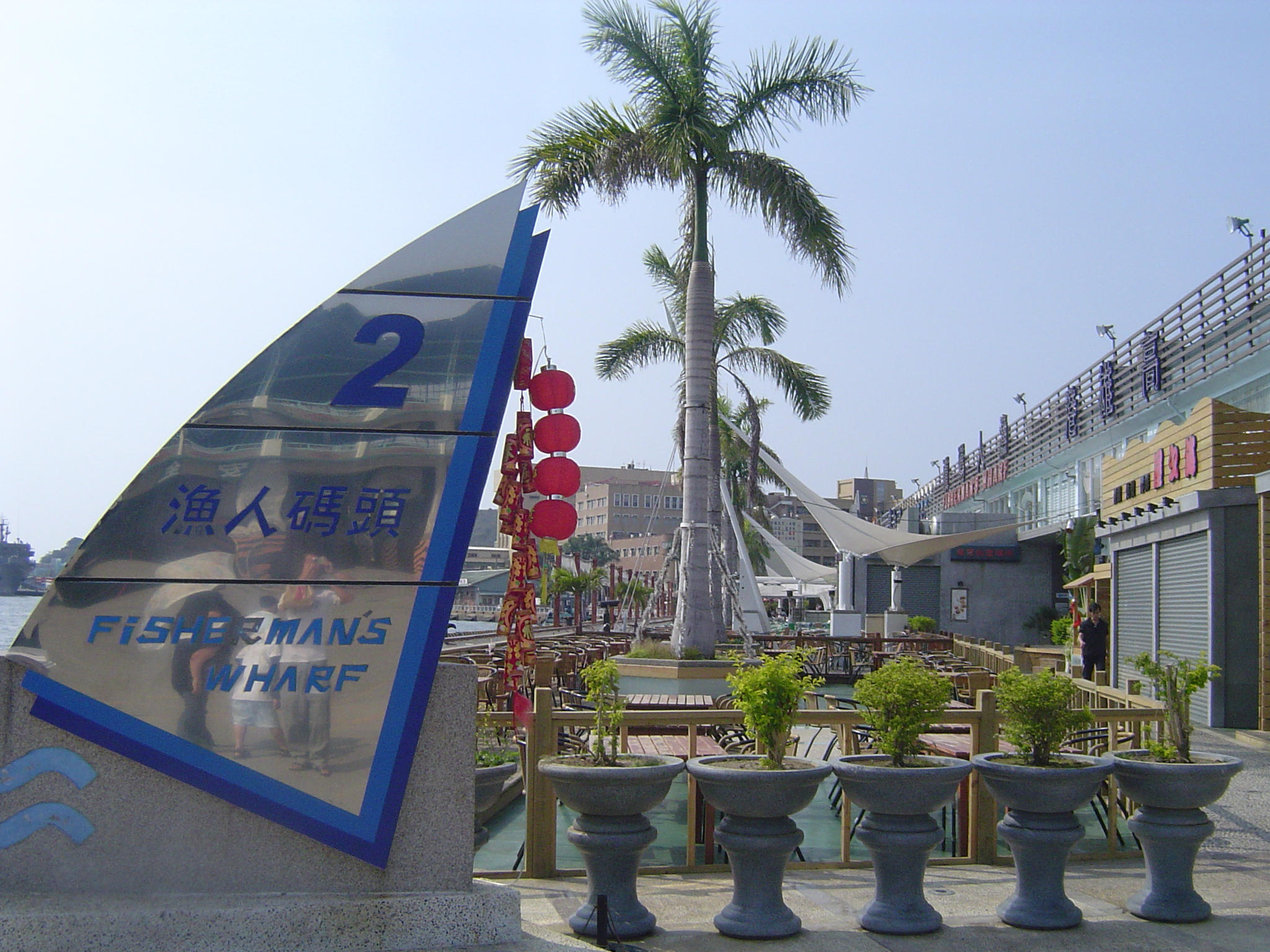
高雄漁人碼頭（2004年至2014年）

由於貨櫃自動化以及貿易轉型後經濟效益日漸偏低，並因應歷史建築活化再利用的潮流，高雄港務局於2002年將該地開放民間經營，意欲效仿淡水漁人碼頭，此案為高雄市港市合一之BOT首例。後由大卡威開發公司得標，租期自2002年10月29日至2011年10月28日止，共計9年，開發為以美食為主題的觀景親水休閒區，並命名為「高雄漁人碼頭」，2004年11月4日正式對外開放。當時沿著碼頭邊各式露天咖啡廳林立，碼頭旁的活動廣場不定期提供表演節目供民眾觀賞，並有遊港船可搭乘遊覽高雄港二號碼頭的水上風光。經營12年的高雄漁人碼頭於2014年10月租約到期結束營業，此後該地開始閒置。

### 棧貳庫KW2時期
2017年臺灣港務股份有限公司與高雄市政府成立的高雄港區土地開發公司攜手合作，提出歷史建築再利用計畫，歷經近8個月完成修復再利用工程，於2018年2月13日以「棧貳庫KW2」之名開始試營運，3月31日正式開幕。 2018年7月啟用棧貳庫旋轉木馬。

### 大港倉410
高雄港區土地開發公司以大港倉計畫整修位於大港橋旁，高港棧庫群的倉7、8、9、10四棟倉庫，保存樑柱結構，以玻璃和金屬取代原本的磚造結構，整修完成後在1800坪的空間招商引進30個餐飲、休閒、娛樂品牌，於2022年1月31日以大港倉410為名正式開幕。

## 外部連結
- 棧貳庫KW2 （页面存档备份，存于）
- 棧貳庫KW2的Facebook專頁
- 棧二庫、棧二之一庫——文化部文化資產局 （页面存档备份，存于）
- 棧二庫、棧二之一庫——高雄市政府文化局